# Aphrodisium panayarum
Aphrodisium panayarum es una especie de escarabajo longicornio del género Aphrodisium, tribu Callichromatini. Fue descrita científicamente por Schultze en 1920.
Se distribuye por Filipinas. Mide 29 milímetros de longitud.